# BACS Boots
株式会社BACS Boots（バックスブーツ）は、千葉県印西市に本社を置き、「AUTO IN 車検・タイヤセンター」の名前でカー用品店の運営を手掛けている企業。オートバックスセブンの100%子会社。旧社名は株式会社ジョイフル車検・タイヤセンター。

## 概要
1965年2月に設立。2013年3月に1号店である「ジョイフル車検・タイヤセンター千葉ニュータウン店」を開業して以降、ジョイフル本田におけるカー用品店事業を担ってきた。
ジョイフル本田とオートバックスセブンは2021年3月5日に、ジョイフル本田が保有する株式会社ジョイフル車検・タイヤセンター全株式をオートバックスセブンへ譲渡する事並びにジョイフル車検・タイヤセンターの商号を2021年4月1日付で株式会社BACS Bootsへ変更する事を発表。ジョイフル本田が保有していたジョイフル車検・タイヤセンター全株式は予定通り2021年4月1日付でオートバックスセブンへ譲渡されたと同時に、商号も株式会社BACS Bootsへ変更、「ジョイフル車検・タイヤセンター」の屋号は「AUTO IN（オートイン）車検・タイヤセンター」に変更となった。
BACS Bootsの親会社であるオートバックスセブンは、ジョイフル本田とのアライアンスや、新たな付加価値の提供を目指すとしている。

## 沿革
- 1965年2月 - 設立。
- 2013年3月 - 1号店となる「ジョイフル車検・タイヤセンター千葉ニュータウン店」を開業。
- 2014年4月 - 中古車販売を開始。
- 2019年4月 - 自社ブランドによる潤滑油ブランド「ENERGY LUBE」を立ち上げ[6]。
- 2020年3月21日 - ジョイフル本田の連結子会社からジョイフル本田の非連結子会社となる[7]。
- 2021年4月1日 - 株式譲渡に伴い、オートバックスセブンの完全子会社となる。同時に商号を株式会社ジョイフル車検・タイヤセンターから株式会社BACS Bootsへ変更。

## 店舗
千葉県、茨城県、栃木県、東京都において6店舗を展開している。詳細は店舗のご案内を参照。